# SAYURI
『SAYURI』（サユリ、Memoirs of a Geisha）は、2005年のアメリカ映画。1997年にアメリカ合衆国で出版されたアメリカ人作家のアーサー・ゴールデンによる小説『さゆり』を原作とした作品である。
監督はロブ・マーシャル、主演はチャン・ツィイー。第二次世界大戦前後にかけて京都で活躍した芸者の話である。第78回アカデミー賞で6部門ノミネートされ、撮影賞・美術賞・衣裳デザイン賞の3部門で受賞した（この年の最多受賞タイ）。

## あらすじ
1929年、世界恐慌の折、貧しい漁村の9歳の少女、千代が京都・祇園を模した架空の町の花街の置屋に売られ、厳しい生活の中で人気芸者に成長していく姿を描いている。第二次世界大戦へ向けて戦時色が強まってゆく日本を背景に、戦争、敗戦といった社会の変化によって影響される人生を表現している。

## キャスト
※（）内は日本語吹替え
- さゆり - チャン・ツィイー（土居裕子）
  - 千代 - 大後寿々花
  - 英語版ナレーション - シズコ・ホシ（英語版）
- 会長 - 渡辺謙
- 初桃 - コン・リー（湯屋敦子）
- 豆葉 - ミシェル・ヨー（唐沢潤）
- ノブ - 役所広司
- お母さん - 桃井かおり
- カボチャ（おかぼ） - 工藤夕貴
- 男爵 - ケリー・ヒロユキ・タガワ
- 鳥取少将 - ケネス・ツァン
- おばちゃん - ツァイ・チン
- サカモト - マコ岩松
- 宮城山 - 舞の海
- 西鳳 - 出羽嵐
- - テッド・レヴィン
- - ダイアン・ミゾタ

## キャスティングと日本描写問題
キャスティングは奈良橋陽子が担当しているが、中心人物を日本人が演じていない。主演のチャン・ツィイーとコン・リーは中国人、ミシェル・ヨーはマレーシア人である。
日本ではSAYURIの描く日本や日本人が演じないことへの批判があり、中国では従軍慰安婦を思わせるという批判が高まり、混乱を警戒した政府によって上映中止となった。
映画中で描かれる花街などの文化にも、特に日本において公開当初から疑問の声が多数上がった。代表的なものとして、以下が挙げられた。
- 芸妓の着物着付け（帯を折返さずに幅広のまま胴体に巻きつけ、芸者の帯や舞妓の「だらりの帯」結びではなく、名古屋帯のように「お太鼓結び」で着付け、事実と異なる。着物専門家不在で技術力不足により日本の文化が再現できていない。また、芸妓の普段着物を屋外でもおはしょり無しでドレスのように裾を引き摺って着用された）
- 髪型（和髪が簡易な現代風で、日本髪ではない。結髪士不在で技術力不足の結果である）
- 所作（歩き方など）
- 舞踊（あまりに前衛的）
- 座敷遊び（旦那衆が花街のお茶屋遊びを知らない）
- 建造物など映画の美術に中国的要素が強い
- 神社の鈴緒を鳴らすシーンで鐘の音が響く
- 着物コンサルタントは徳永優子が担当した。製作も事前視察に日本を訪れており、可能な限り日本、特に芸者の文化・慣わしなどを調べたうえで映画製作にあたった。全編が日本を舞台としており、その上日本の繊細かつ深遠な文化に焦点を当てた作品であるため、製作はかなりの難易度を伴ったが、「日本の美」の体現を意欲的に目指した努力作であるとはいえる。
- 実際の衣装は、日本の着物コレクターが所有するビンテージ着物をレンタルして使用された。映画の衣装デザイナーであるコリーン・アトウッドは、本作で衣裳デザイン部門のオスカーを受賞している[3]。

## チャン・ツィイーへの芸者からの贈り物
この映画のプロモーションで東京を訪れたチャン・ツィイーは、かつて芸者をしていた年配の日本人女性から包みと手紙を受け取った。手紙には彼女が映画の予告編を見て、彼女と彼女の友人に古き良き思い出を思い出させてくれることを期待しているということが書かれていた。包みの中には非常に優美な着物が入っていた。チャン・ツィイーはとても感動し、涙を流し、この女性に上映初日の招待状を送った。さらに彼女への感謝の意を表すために、このうちの一着を着ることを約束した（The Star Onlineより）。

## 原作
- Memoirs of a Geisha（Vintage、ISBN 0-09-977151-9）
- さゆり 上（文春文庫、ISBN 4-16-766184-5）
- さゆり 下（文春文庫、ISBN 4-16-766185-3）